# Ben Witherington
Ben Witherington (né le 30 décembre 1951 à High Point, en Caroline du Nord) est un pasteur méthodiste et un théologien américain, professeur de Nouveau Testament au Asbury Theological Seminary de Wilmore (Kentucky).

## Biographie
Ben Witherington est diplômé en 1974 de l'université de Caroline du Nord à Chapel Hill puis il obtient une maîtrise en théologie au Gordon-Conwell Theological Seminary et un doctorat en théologie de l'université de Durham.

## Activités professionnelles et éditoriales
Witherington est professeur de Nouveau Testament à l'Asbury Theological Seminary et à la faculté de théologie de l'université de St Andrews en Écosse. Il est membre de plusieurs sociétés savantes telles que la Society of Biblical Literature, la Studiorum Novi Testamenti Societas et l'Institute for Biblical Research.
Witherington a enseigné au Ashland Theological Seminary, à l'Université Vanderbilt, à la Duke Divinity School et à Gordon-Conwell. 
Witherington a écrit plusieurs livres, dont The Jesus Quest et The Paul Quest, distingués par Christianity Today.[réf. nécessaire]

## Activités théologiques
Witherington est arminien et pacifiste[réf. nécessaire].

## Publications (sélection)

### Ouvrages
- (en) The Gospel Code : Novel Claims About Jesus, Mary Magdalene, and Da Vinci, Downers Grove, InterVarsity Press, 2004
- (en) Matthew, Macon, Smyth & Helwys Publishing, 2006
- (en) What Have They Done with Jesus?, New York, Harper Collins, 2007
- (en) Making a Meal of It — Rethinking the Theology of the Lord's Supper, Waco, Baylor University Press, 2007
- (en) Troubled Waters — Rethinking the Theology of Baptism, Waco, Baylor University Press, 2007
- (en) The Problem with Evangelical Theology: Testing the Exegetical Foundations of Calvinism, Dispensationalism, and Wesleyanism, Waco, Baylor University Press, 2007
- (en) Revelation and the end times : unraveling God's message of hope, Nashville, Abingdon Press, 2010
- (en) New Testament Theology and Ethics, vol. 1 & 2, Downers Grove, IL, Inter-Varsity Press, 2016

### Articles
Witherington a écrit des articles dans différentes revues notamment Ashland Theological Journal, Biblical Archaeology Review, Christian History, ou encore Christianity Today.